# Hakija Turajlić
Hakija Turajlić (* 1936 in Čapljina, Königreich Jugoslawien; † 8. Januar 1993 in Sarajevo, Bosnien und Herzegowina) war ein bosnischer Politiker und Geschäftsmann.
Vor dem Beginn des Bosnienkrieges war Turajlić Geschäftsführer des bosnischen Großunternehmens Energoinvest. Im ersten Kriegsjahr war er der stellvertretende Premierminister der Republik Bosnien und Herzegowina.

## Tod

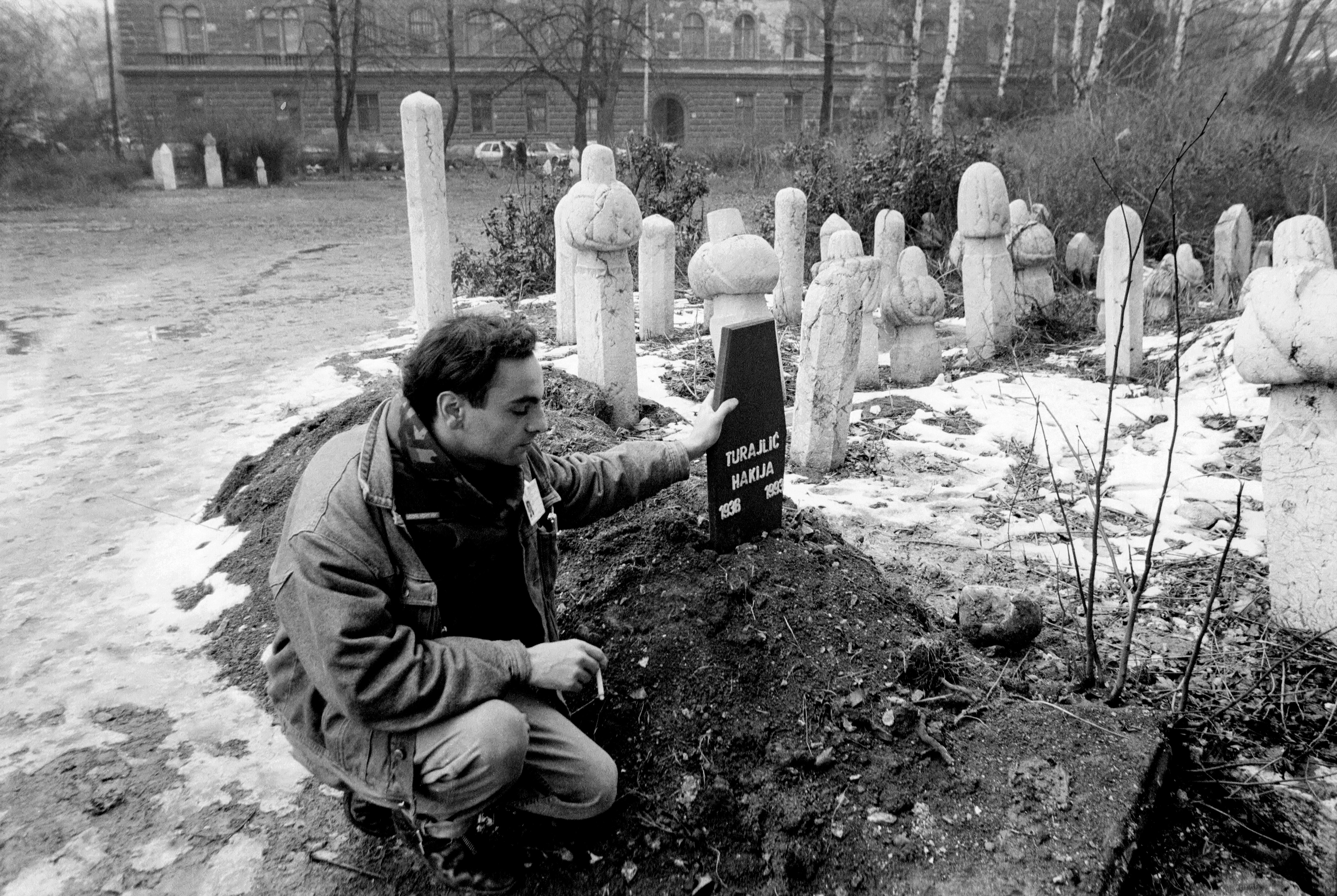
Turajlićs Grab an der Ali-Pascha-Moschee in Sarajevo (1993)

Am 8. Januar 1993 befand sich Turajlić am Flughafen Sarajevo, um Orhan Sefa Kilercioğlu zu begrüßen, der eine Hilfslieferung aus der Türkei begleitete. Auf dem Rückweg nach Sarajevo führte der Weg seines von der UNPROFOR bewachten Konvois durch serbisch kontrolliertes Territorium. Zwischen dem Flughafen und der Stadt wurde er an einer illegalen Straßensperre von Soldaten der VRS gestoppt. Nach 90 Minuten öffnete ein französischer Begleitsoldat die Tür von Turajlićs Wagen, woraufhin ein serbischer Soldat das Feuer auf den Politiker eröffnete. Die französischen Soldaten erwiderten weder das Feuer, noch riefen sie nur wenig entfernt stationierte UN-Soldaten zur Verstärkung herbei. Britische Truppen, die am Schauplatz auftauchten, wurden angewiesen, den Ort zu verlassen.
Der Mord an Turajlić belastete die Beziehungen zwischen der bosnischen Regierung und der UNPROFOR und ließ in der Folge die Friedensgespräche in Genf scheitern.